# Ensemble Stadtplatz (Geisenfeld)

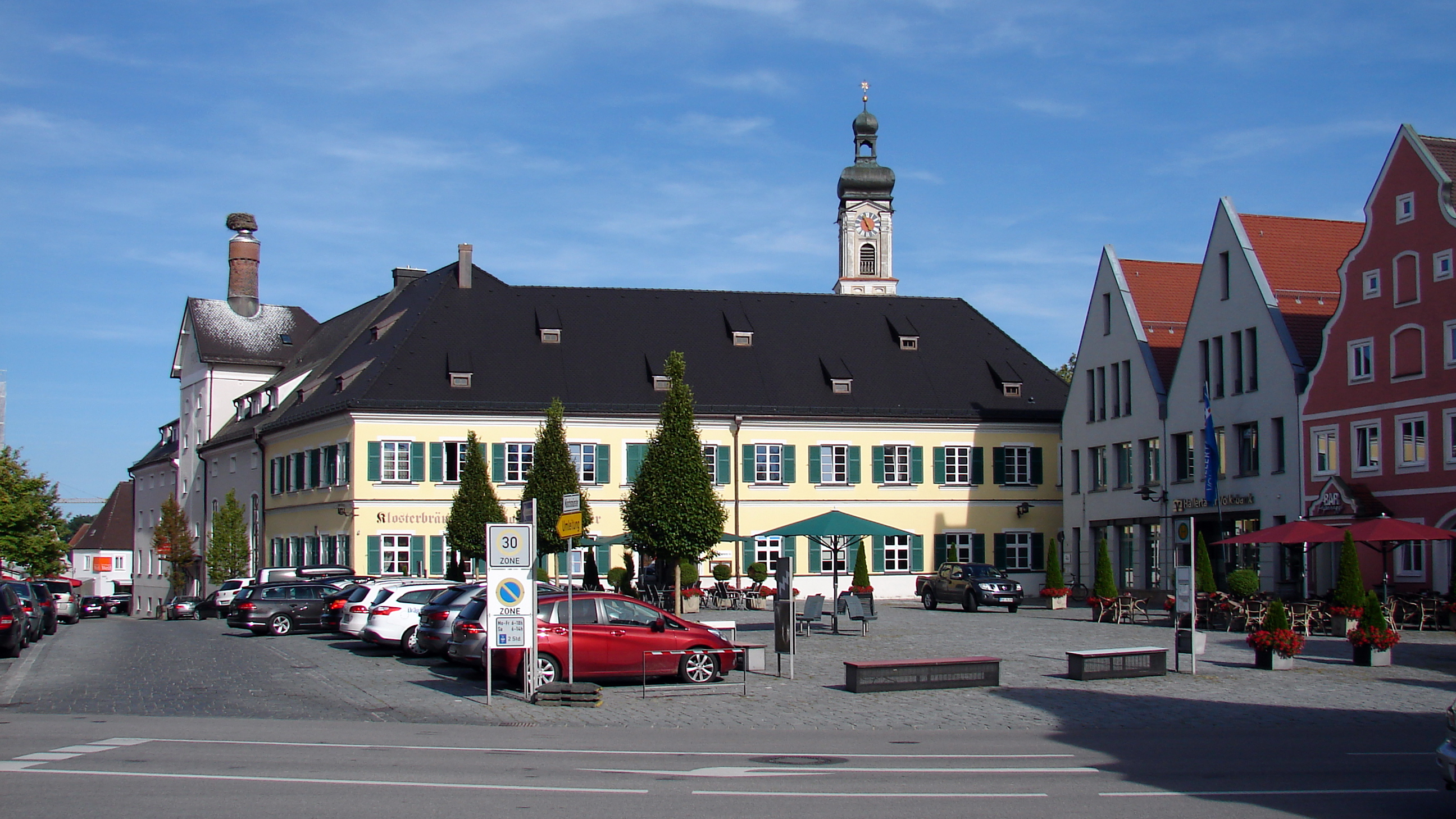
Stadtplatz in Geisenfeld

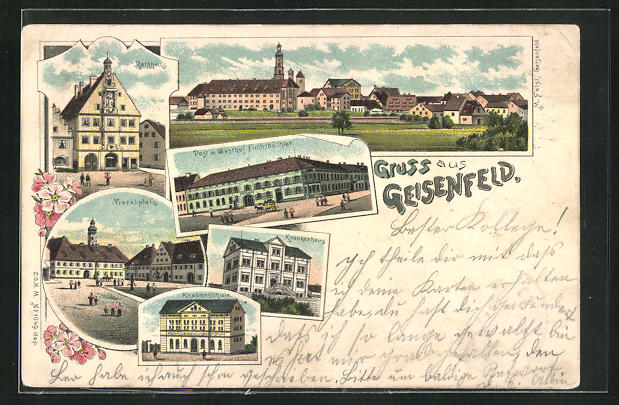
Postkarte von Geisenfeld mit Stadtplatz (um 1900)

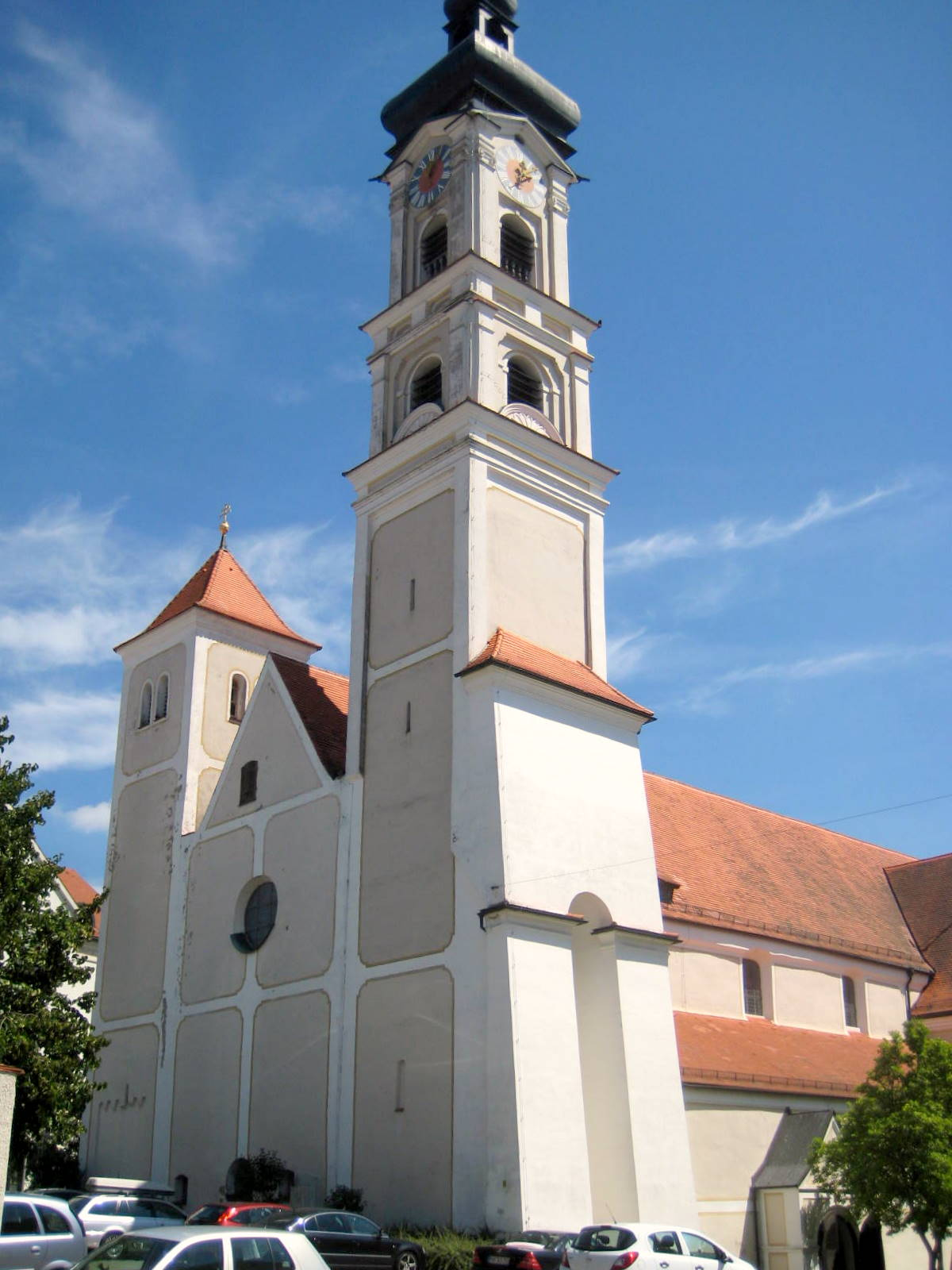
Pfarrkirche St. Emmeram

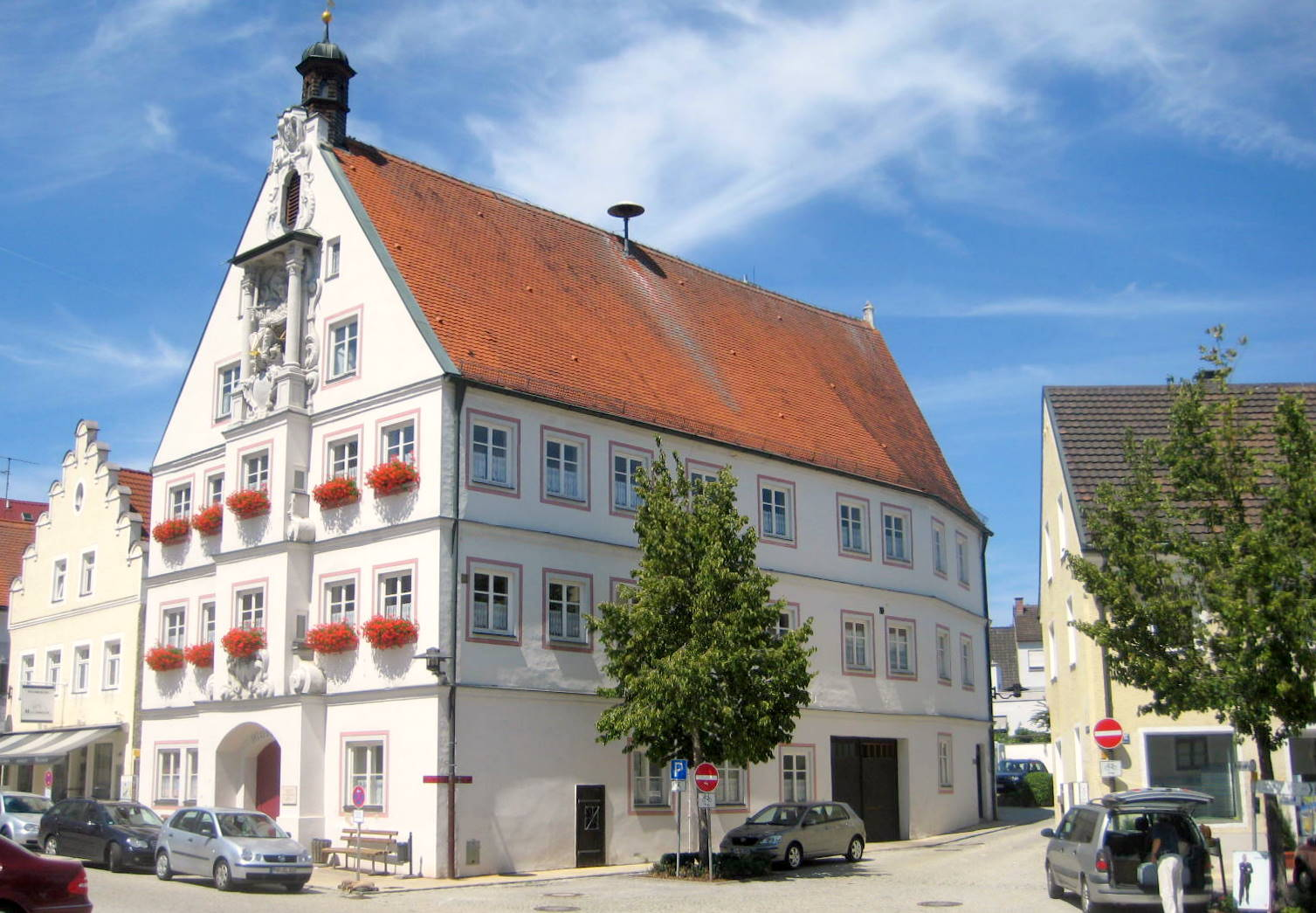
Altes Rathaus

Das Ensemble Stadtplatz in Geisenfeld, einer Stadt im oberbayerischen Landkreis Pfaffenhofen an der Ilm, ist ein Bauensemble, das unter Denkmalschutz steht. Es umfasst den Siedlungskern von Geisenfeld, der im Wesentlichen vom Stadtplatz, der Rathausstraße, dem Marienplatz, dem Kirchplatz und dem Klosterhof gebildet wird.

## Geschichte
Im 11. Jahrhundert war Geisenfeld Zentrum eines ausgedehnten Herrschaftskomplexes der Grafen von Ebersberg. Mit dem Übergang des Ebersberger`schen Besitzes an das von ihnen 1030 gestiftete Benediktinerinnenkloster wurde der Ort als Markt und Handwerkersiedlung zum Mittelpunkt der bedeutenden Grundherrschaft des Klosters.
Mit der Klostervogtei gelangte der Ort um 1130 an die Wittelsbacher, die Geisenfeld vor allem in der Zeit der Teilherzogtümer im 14. und 15. Jahrhundert in seiner Entwicklung förderten. Wirtschaftlich blieb der Ort vom Kloster abhängig, das bis zu seiner Säkularisation im Jahr 1803 Grundherr von mehr als drei Vierteln aller Anwesen war. Durch die im frühen 15. Jahrhundert errichtete Ringmauer wurde der Umriss bestimmt, für die hufeisenförmige, um den Siedlungskern gelegte Erweiterung des Ortes.

## Beschreibung
Der Stadtplatz mit unregelmäßigem Grundriss wird von einer zweigeschossigen Bebauung des 17. bis frühen 20. Jahrhunderts umschlossen. Die großen Gebäude sind zum Teil mit Schweifgiebeln versehen. Platzbeherrschende Bauten sind der traufständige Gasthof, der die gesamte Ostseite des Platzes einnimmt, sowie der in Ecklage befindliche weitere Gasthof mit polygonalem Eckturm und geschweiftem Zwerchgiebel, der mit dem Haus Stadtplatz 5, ebenfalls mit geschweiftem Zwerchgiebel, eine bauliche Einheit bildet.
Die westliche Seite wird vom Pfarrhof, einem um 1752 errichteten Satteldachbau mit barockem Schweifgiebel, dominiert. Der Traufseitbau Stadtplatz 11, an der Ecke Maximilianstraße und Augsburger Straße, schließt den Platz im Nordwesten ab.
Die Rathausstraße, deren Nordseite von meist zweigeschossigen Giebelhäusern und südseitig von einem Nebengebäude von Stadtplatz 3 begrenzt wird, verbindet den Stadtplatz mit dem Marienplatz. Dieser ist ein in nordsüdlicher Richtung verlaufender Straßenplatz mit dreieckiger Aufweitung im Norden. Er wird von überwiegend zweigeschossigen, schlichten Traufseithäusern des 19. Jahrhunderts umgeben.
Im Süden schließt sich der dreieckige Kirchplatz und der Klosterhof des ehemaligen Klosters Geisenfeld an. Dominierende Bauten sind hier das 1626 errichtete Alte Rathaus sowie das ursprünglich als Knabenschule und Schranne 1874 erbaute, mitten am Kirchplatz stehende, jetzige Rathaus. Überragt werden diese Gebäude von der ehemaligen Benediktinerinnen-Klosterkirche Mariä Himmelfahrt, der heutigen katholische Pfarrkirche St. Emmeram, mit ihrer Doppelturmfassade.

## Einzeldenkmäler
Siehe auch: Liste der Baudenkmäler in Geisenfeld
- Gasthof und Brauerei Klosterbräu (Geisenfeld)
- Geisenfelder Hof
- Pfarrhof (Geisenfeld)
- Stadtplatz 5 (Geisenfeld)
- Stadtplatz 8 (Geisenfeld)
- Fuchsbüchler Hof